# 김해 묘련사 삼경합부
김해 묘련사 삼경합부는 대한민국 경상남도 김해시 묘련사에 있는 삼경합부이다. 2017년 4월 13일 경상남도의 유형문화재 제608호로 지정되었다.

## 개요
김해 묘련사 삼경합부는 ｢金剛般若波羅蜜經｣, ｢大佛頂首楞嚴經神呪｣, ｢佛說阿彌陀經｣ 3종의 경전을 순서대로 모은 책으로 '1489년'이라는 명확한 간행 기록(刊記)과 시주질에 대한 내용도 상세히 알 수 있는 기록들이 남아 있고 보관상태가 양호한 책이다.
이 자료는 최초의 삼경합부라 할 수 있는 '흑석사 伏藏本(1458)' 이후 두 번째로 간행된 중요한 경전이다.

## 참고 문헌
- 김해 묘련사 삼경합부 - 국가유산청 국가유산포털